# Aaron Turner

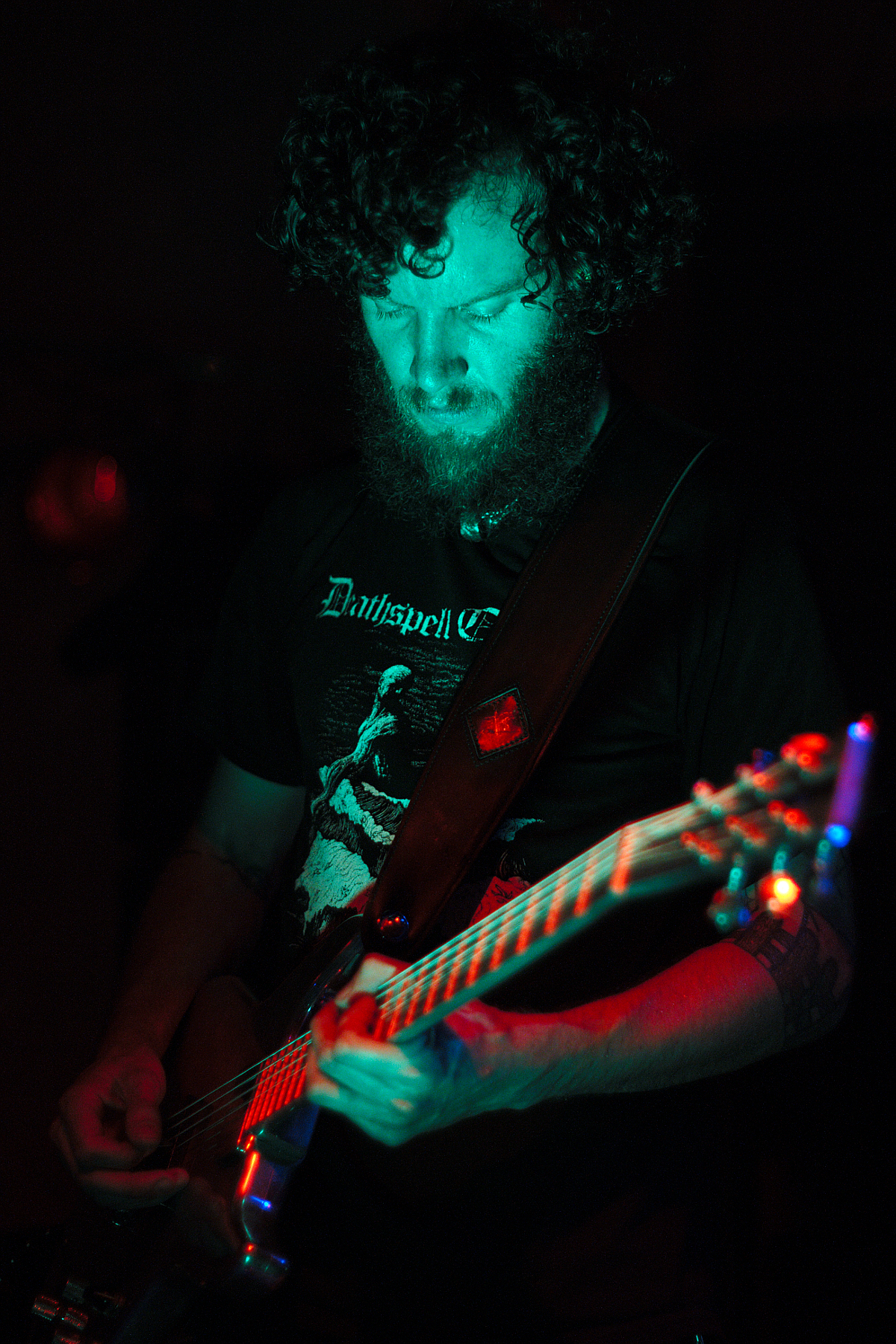
Aaron Turner (2009)

Aaron Bradford Turner (geboren 5. November 1977 in Springfield, Massachusetts) ist ein US-amerikanischer Grafikdesigner, Sänger, Gitarrist und Independent-Label-Betreiber. Als Musiker und Sänger ist er Mitbegründer diverser Bands und häufig Gastmusiker weiterer Projekte.

## Werk

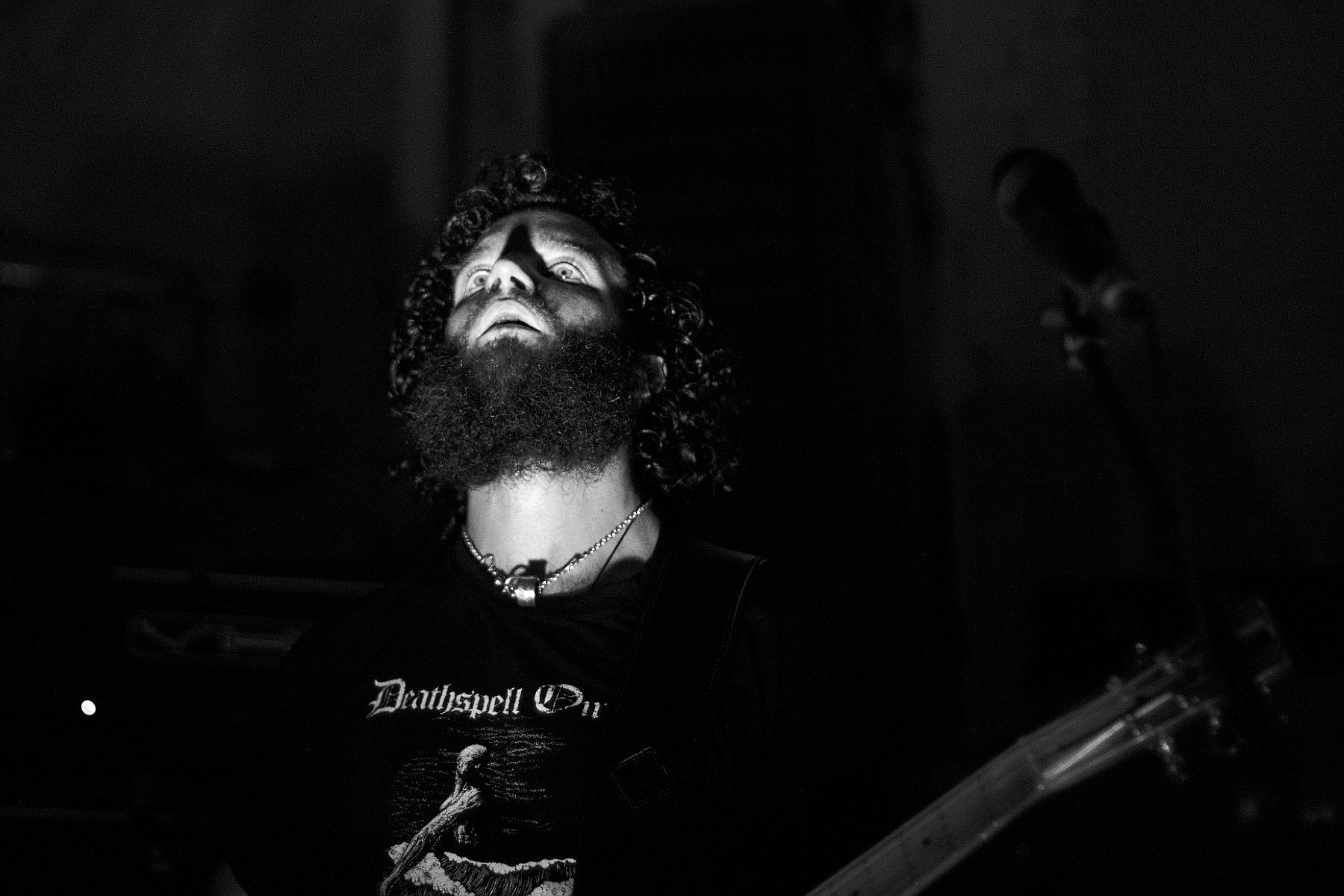
Turner wurde als Sänger und Gitarrist der Gruppe Isis populär

Die Projekte Turners ordnen sich Musikstilen wie Drone Doom, Post-Industrial, Post-Rock und Post-Metal unter. Bekannt wurde Turner als Gitarrist und Sänger der Post-Metal-Band Isis. Zu seinen weiteren Projekten zählen Old Man Gloom, Sumac, Lotus Eaters und Mamiffer. Als Gast trat Turner bei Converge, Twilight, Puscifer und Pelican in Erscheinung.
Des Weiteren gründete Turner die Label Hydra Head Records und SIGE. Insbesondere Hydra Head trug zur Popularisierung der Genres Post-Metal und Drone Doom bei. Hydra Head wurde 1993 von Turner im Teenageralter als Versandhandel für Punk-Rock-Platten initiiert. Zwei Jahre später erschien die erste eigene Veröffentlichung, die den Grundstein für den Betrieb als Label legte. Weitere zwei bis drei Jahre später entwickelte sich das Label zu einer prominenten und als trendsetzenden Firma im Independent-Metal-Sektor.
Das gemeinsam mit seiner Frau Faith Coloccia 2011 gegründete Label SIGE widmet sich vornehmlich den unterschiedlichen Projekten des Ehepaars.
Turner gilt zudem als angesehener Artwork-Designer. Er gestaltete Albumcover für Converge, Agoraphobic Nosebleed, Jesu, Buzzov•en, Torche sowie etliche weitere Projekte unter seiner Beteiligung. Sein grafischer Stil „wird oft als abstrakt und surreal beschrieben, mit einem Hang zu fantastischen Landschaften und ungewöhnlichen Strukturen.“ Seine Werke wurden mehrmals ausgestellt unter anderem im Virginia Museum of Contemporary Art.

## Leben
Turner wurde am 5. November 1977 in Springfield, Massachusetts geboren. In seiner frühen Kindheit zog die Familie nach New Mexico um. Er selbst ging später nach Boston, um Kunst an der School of the Museum of Fine Arts zu studieren. Dort gründete er mit seinem Mitbewohner Jeff Caxide die Post-Metal-Band Isis. Nach Abschluss seines Studiums siedelte Turner nach Los Angeles um. Im Jahr 2009 zog er nach Seattle, wo er seine Partnerin Faith Coloccia heiratete. Das Paar hat einen gemeinsamen Sohn. Die Ehepartner und mit Mamiffer musikalisch kooperierenden Musiker gründeten 2011 gemeinsam das Label SIGE.

## Diskografie (Auswahl)
| House of Low Culture Siehe House of Low Culture#Diskografie Isis Siehe Isis (Band)#Diskografie Mamiffer Siehe Mamiffer#Diskografie Old Man Gloom Siehe: Old Man Gloom#Diskografie | Gastauftritte (Auswahl) - 2008: Lustmord: O T H E R, (Element) - 2009: Pelican: What We All Come to Need, (What We Come to Need) - 2011: Wolves in the Throne Room, (Subterranean Initiation) - 2011: Boris: Heavy Rocks, (Aileron) - 2012: Converge: Converge/Napalm Death, (Wolverine Blues) - 2017: Chelsea Wolfe: Hiss Spun, (Vex) - 2017: Full of Hell: Trumpeting Ecstasy, (Crawling Back To God) - 2019: Dekathlon: The Thin Road, (The Thin Road) |